# Riekiella bolgarti
Riekiella bolgarti är en tvåvingeart som först beskrevs av Kelsey 1969.  Riekiella bolgarti ingår i släktet Riekiella och familjen fönsterflugor. Inga underarter finns listade i Catalogue of Life.